# Onychoprion aleuticus
Onychoprion aleuticus là một loài chim trong họ Laridae.